# Hockeria canariensis
Hockeria canariensis är en stekelart som beskrevs av Kirby 1883. Hockeria canariensis ingår i släktet Hockeria och familjen bredlårsteklar. Inga underarter finns listade i Catalogue of Life.